# بطولة أستراليا المفتوحة 1995 - الزوجي المختلط
في بطولة أستراليا المفتوحة 1995 - الزوجي المختلط فاز كل من نتاشا زفريفا وريك ليتش على جيجي فرنانديز وسيريل سوك في المباراة النهائية بنتيجة 7–6 (7–4)، 6–7 (3–7)، 6–4.

## التوزيع
1. ليندسي دافينبورت /  غرانت كونيل (نصف النهائي)
2. لاريسا نيلاند /  أندريه أولهوفسكي (الجولة الأولى)
3. ليزا ريموند /  دايفيد آدامز (ربع النهائي)
4. هيلينا سيكوفا /  تود وودبريدج (نصف النهائي)
5. جيجي فرنانديز /  سيريل سوك (النهائي)
6. لوري ماكنيل /  خافيير سانشيز (ربع النهائي)
7. ماري جو فرنانديز /  ساندون ستول (ربع النهائي)
8. مانون بوليجراف /  توم نيسن (الجولة الأولى)

## المباريات

### مفتاح
- Q = متأهل Qualifier
- WC = وايلد كارد Wild Card
- LL = خاسر محظوظ Lucky Loser
- Alt = بديل Alternate
- SE = Special Exempt
- PR = تصنيف محمي Protected Ranking
- w/o = فوز سهل Walkover
- r = انسحاب Retired
- d = Defaulted
- SR = Special ranking
- ITF = ITF entry
- JE = Junior exempt

### النهائي
| النهائي |                         |    |    |   |
|         |                         |    |    |   |
|         |                         |    |    |   |
| 5       | جيجي فرنانديز سيريل سوك | 64 | 7  | 4 |
|         | نتاشا زفريفا ريك ليتش   | 7  | 63 | 6 |